# Hohmannite
La hohmannite è un minerale.